# Pteris junghuhnii
Pteris junghuhnii är en kantbräkenväxtart som först beskrevs av Reinw., och fick sitt nu gällande namn av Bak. Pteris junghuhnii ingår i släktet Pteris och familjen Pteridaceae. Inga underarter finns listade.